# الدوري الأوروغواياني لكرة القدم 1989
الدوري الأوروغواياني لكرة القدم 1989 (بالإسبانية: Campeonato Uruguayo de Primera División 1989)‏ هو موسم من الدوري الأوروغواياني لكرة القدم. أشرف على تنظيمه اتحاد أوروغواي لكرة القدم، وكان عدد الأندية المشاركة فيه  13، وفاز فيه أتليتيكو بروغريسو ‏.